# Doraemon 2: Nobita to hikari no shinden
Doraemon 2: Nobita to hikari no shinden (ドラえもん2 のび太と光の神殿?, Doraemon 2 - Nobita to hikari no shinden) è un videogioco d'azione pubblicato esclusivamente in Giappone dalla Epoch per Nintendo 64 nel 1998. È ispirato al celebre manga Doraemon di Fujiko F. Fujio. Il videogioco è il secondo per Nintendo 64, preceduto da Doraemon: Nobita to 3-tsu no seireiseki e seguito da Doraemon 3: Nobita no machi SOS!.

## Accoglienza
Doraemon 2: Nobita to hikari no shinden ha ottenuto un punteggio di 21/40 dalla rivista Famitsū, basato sulla somma dei punteggi (da 0 a 10) dati al gioco da quattro recensori della rivista.